# 경주시립도서관
경주시립도서관은 경상북도 경주시 황성동 소재의 시립 도서관이다.

## 연혁
- 1953.07.01 경주읍에서 읍립도서관 설립
- 1955.09.01 경주시립도서관으로 개칭
- 1976.11.26 경주중앙도서관으로 개칭 (중앙일보에서 도서관 건립 기증)
- 1989.09.22 경주시립도서관으로 신축 개관. 경주중앙도서관을 중앙분관으로 개칭
- 1996.03.08 감포읍민도서관 개관
- 1996.11.22 건천읍민도서관 개관
- 1998.12.08 신라역사문화관련 특화도서관 지정
- 1999.01.21 안강읍민도서관 개관
- 2008.08.08 행정기구 개편에 의해 읍민 도서관 통합
- 2010.08.19 분관 도서관 명칭 변경 및 제정 (감포, 칠평, 단석, 송화, 꿈마루)
- 2010.10.11 양남꿈마루도서관 개관(국비보조사업)
- 2011.06.27 송화도서관 개관(방폐장 특별지원금)
- 2011.11.01 양북꿈마루도서관 개관(국비보조사업)
- 2011.11.22 감포도서관 이관(감포읍 복지회관 2층)
- 2012.11.12 현곡꿈마루도서관 개관(국비보조사업)

## 시설 현황
- 지하 1층 - 휴게실, 기계실, 전기실
- 지상 1층 - 일반열람실, 장애인열람실, 서고, 어린이자료실, 사무실, 관장실
- 지상 2층 - 종합자료실, 향토자료실, 회의실

## 이용 안내
이용 시간
- 자료실: 평일 09:00 ~ 18:00 / 토·일요일 09:00 ~ 17:00
- 열람실
  - 본관: 08:00 ~ 22:00 - 하절기(월요일 ~ 금요일) / 08:00 ~ 21:00 - 하절기(토요일,일요일), 국가지정공휴일, 동절기
  - 분관: 09:00 ~ 21:00 - 월요일 및 국가지정공휴일(일요일 미포함) 제외

휴관일
- 경주시립도서관

- 자료실: 월요일, 국가지정공휴일(일요일 포함안함)
- 열람실: 연중무휴
- 분관(송화, 중앙, 감포, 칠평 ,단석) : 월요일, 국가지정공휴일(일요일 포함안함)